# Мелодійний металкор
Мелодійний металкор — музичний жанр, що включає в себе елементи мелодійного дез-металу та металкору; він має сильний акцент на мелодійному інструментальному супроводі, спотворених тонах гітари, глушіннях гітари долонею, бласт-бітах, брейкдаунах, агресивному крику, гроулінгу та чистому вокалі. Жанр досяг комерційного успіху завдяки використанню часом більш доступного для мас звуку порівняно з іншими формами екстремальної музики. На велику кількість відомих мелодійних металкор-гуртів вплинула творчість At the Gates та In Flames.

## Характеристика
Мелодійні металкор-гурти часто надихаються гітарними рифами та стилем написання саме у шведських мелодійних дез-метал-гуртів, особливо таких як At the Gates, In Flames, Arch Enemy та Soilwork. Творчість виконавців жанру також може включати в себе використання гармонійних гітарних рифів, тремоло, подвійних бас-барабанів та типових для металкору брейкдаунів. Такі гурти як Trivium, As I Lay Dying та Bullet for My Valentine, мають у своїй творчості значний вплив треш-металу.